# 150 минута
150 минута је српска ток-шоу телевизијска емисија која се приказује од 29. фебруара 2016. на Првој телевизији. Водитељи емисије су Милош Урошевић, Бранка Ласковић и Мира Лекић.
Поред њих, водитељи ове емисије су били и Маја Николић, Невена Маџаревић, Анета Ивановић, Слађана Славковић, Јована Вукојевић, Славко Белеслин, Маријана Табаковић, Бојана Бојовић, Анђела Ђурашковић, Марија Килибарда, Дејан Пантелић и Кристина Игленџа.

## Формат
Својеврсни спој актуелних вести, занимљивости из света познатих, животних тема о здрављу, исхрани, лепоти, родитељству, култури, чини окосницу поподневног магазина.
Водитељи емисије у студију Прве разговарају са гостима о животним и актуелним темама, док репортери доносе горуће приче са терена.